# Гарсия, Мартина
Мартина Гарсия (исп. Martina García; род. 27 июня 1981, Богота, Колумбия) — колумбийская актриса и фотомодель.

## Биография
Училась во французском лицее имени Луи Пастера и школе драмы в Боготе. С 14 лет работала фотомоделью, её фотографии появлялись на обложках журналов.
Начала сниматься в колумбийских телесериалах с 1999 года.
В 2004 году дебютировала в кино у режиссёра Серхио Кабреры, сыграв роль 16-летней проститутки в картине «Искусство терять».
Переехала в Испанию, где училась в школе актёрского мастерства Хуана Карлоса Корасса в Мадриде. Также училась в Королевской центральной школе сценической речи и драматического искусства в Лондоне, изучала философию в Сорбонне.
В 2009 году сыграла в триллере «Ярость» эквадорского режиссёра Себастьяна Кордеро, где у неё была роль горничной, приехавшей на работу в Испанию из Колумбии. Французская газета Le Figaro положительно оценила её игру в фильме.
После роли в триллере «Бункер» (2011) играла в нескольких эпизодах американских сериалов «Родина» и «Нарко».
Защитница прав животных, сотрудничала с зоозащитной организацией AnimaNaturalis, действующей в Испании и латиноамериканских странах.

## Фильмография

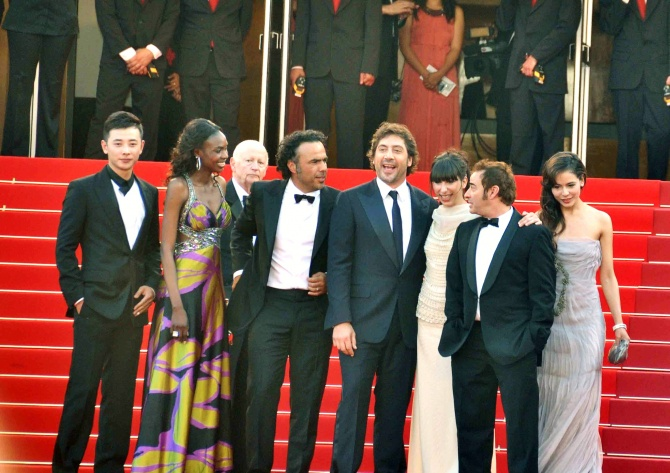
Мартина Гарсия на Каннском кинофестивале (крайняя справа) с актёрами и съёмочной группой фильма «Бьютифул», 2010 год

| Год  |   | Русское название | Оригинальное название        | Роль    |
| ---- | - | ---------------- | ---------------------------- | ------- |
| 2004 | ф | Искусство терять | Perder es cuestión de método |         |
| 2007 | ф | Сатана           | Satanás                      | Наталия |
| 2009 | ф | Ярость           | Rabia                        | Роза    |
| 2010 | ф | Сетка от комаров | La mosquitera                | Ана     |
| 2011 | ф | Бункер           | La cara oculta               | Фабиана |
| 2012 | ф | Операция «Э»     | Operación E                  | Лилиана |
| 2013 | с | Родина           | Homeland                     | Эсме    |
| 2016 | с | Нарко            | Narcos                       | Марица  |
| 2021 | ф | Фобии            | Phobias                      | Альма   |